# Aliança Sindical Obrera
Aliança Sindical Obrera (ASO) fou un grup sindical valencià fundat a començaments dels anys 1960 a València per antics militants d'UGT i CNT, gairebé desaparegudes durant el franquisme. Com que era situada al marge del PSOE, el 1964 es va aproximar al Partit Socialista Valencià (PSV), de qui en formà la secció sindical. Comptaria amb vuit membres a València i altres a Alcoi, Benetússer, Sagunt i Xirivella.
Degut a l'escassa militància, des del primer moment va patir problemes de caràcter econòmic, que li impedien establir una assessoria jurídica i un mínim d'infraestructures. Per aquest motius, la major part dels membres es van integrar a Comissions Obreres del País Valencià el 1966.